# Schloss Freinsheim
Schloss Freinsheim war eine Wasserburg im gleichnamigen Ort im Landkreis Bad Dürkheim.

## Lage

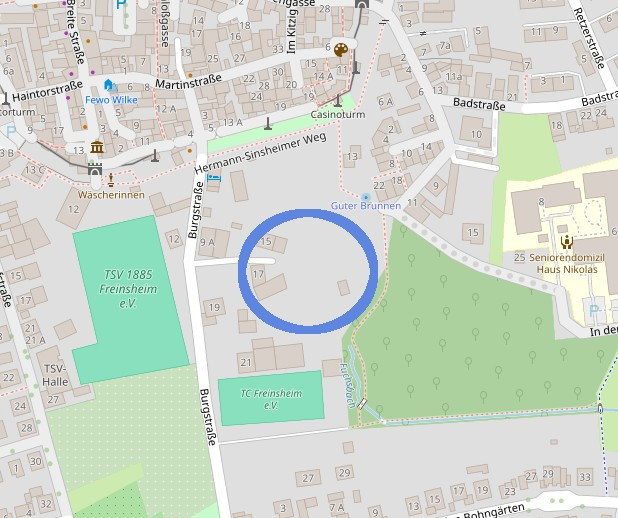
Lage von Schloss Freinsheim; der erhaltene Wassergraben ist blau nachgezeichnet

Die Burg befindet sich außerhalb der mittelalterlichen Stadt südlich der Stadtmauer.

## Geschichte
Die Herren von Freinsheim werden bereits seit der Mitte des 12. Jh. urkundlich genannt, doch ohne Zusammenhang mit einer Burg. Gesichert ist die Existenz der Burg erst durch eine Urkunde vom 26. Oktober 1406, nach der Gerhard von Meckenheim „sinen teil an dem garten vor der burge zu Freinßheim“ an König Ruprecht übertrug und im Gegenzug auf eigene Kosten Burgmann der Lauterer Reichsburg wurde. Gemäß einer Urkunde vom 7. März 1407 gelangten die Besitzanteile der Kämmerer von Worms in Reichsbesitz. Nach dem Tod König Ruprechts erhielt Herzog Stefan ausdrücklich „den teyl zu Freynsheim“. Die Quellenlage legt nahe, dass sich die Burg Freinsheim zu dieser Zeit nicht im Besitz der Pfalzgrafen befand. Laut einer Urkunde von 1424 wurden die Freinsheimer Anteile von Enchin von Zeiskam und ihrem Sohn Wolf von Meckenheim an Pfalzgraf Ludwig III. verkauft. Auch hier wurde die Burg mit folgendem Wortlaut ausgenommen: „νßgenommen dann alleyn das Burgel νßwendig Frensheim gelegen...“. Erst als Kurfürst Friedrich der Siegreiche von der Pfalz 1471 Freinsheim gewaltsam einnahm, gelangten der Ort und die Burg endgültig in kurpfälzischen Besitz, was durch eine Verzichtserklärung Alexanders von Pfalz-Zweibrücken 1507 besiegelt wurde. 1689 wurden Burg und Stadt Freinsheim im Pfälzischen Erbfolgekrieg zerstört. Die Reste des Schlosses gingen in der Folgezeit in private Hände über.

## Anlage

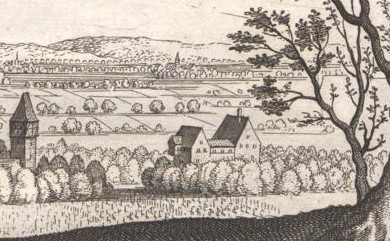
Schloss Freinsheim; Stich, Merian 1645

Von der mittelalterlichen Burg hat sich lediglich der annähernd kreisrunde Wassergraben erhalten. Der größte Teil des Burgareals ist heute unbebaut. Dass es sich dabei ursprünglich um eine Turmhügelburg gehandelt haben könnte, bleibt rein hypothetisch. Der Stich von Matthäus Merian aus dem Jahr 1645, der auf einer älteren Darstellung von Daniel Meisner beruht, zeigt zwei wohnbauartige Gebäude, die durch einen niedrigeren Trakt verbunden sind. Die Brücke über den Schlossgraben bezeichnet 1779. Im Garten befindet sich eine Nepomuk-Statue des 18. Jh. Die erhaltenen, heute unter Denkmalschutz befindlichen Gebäude im Schlossbereich, die sich auf den westlichen Bereich der Anlage konzentrieren, bestehen aus einem um 1830 errichteten Winkelhof und einem 1840 bezeichneten Hoftor sowie einer Scheune des 18. Jh. Der in den mittelalterlichen Quellen mehrfach genannte Schlossgarten befand sich offenbar östlich der Anlage, worauf der Straßenname „In den Schlosswiesen“ noch hindeutet.